# Dom na Komnie
Dom na Komnie (słoweń. Dom na Komni) – schronisko turystyczne na wschodnim skraju płaskowyżu Komna, który stromo opada do Doliny Bohinjskiej. Schronisko zostało wybudowane w 1936, a później wielokroć remontowane i unowocześniane, wiedzie do niego także towarowa kolejka linowa. Leży na skrzyżowaniu większych szlaków turystycznych, dlatego należy do najbardziej odwiedzanych schronisk górskich w słoweńskich górach. Zarządza nim PD (Towarzystwo Górskie) Lublana – Matica i jest otwarte cały rok. Schronisko ma przestrzeń dla gości z 760 miejscami i barem. Noclegi oferuje w 21 pokojach z 70 łóżkami i wspólnej noclegowni z 10 miejscami.

## Dostęp
- 2½h: ze schroniska przy Savicy (653 m),
- 3½h: ze schroniska przy Savicy przez Komarčę.

## Sąsiednie obiekty turystyczne
- 15 min: do schroniska pod Bogatinem (1513 m),
- 2½h: do domu górskiego przy Jeziorach Krnskich (Planinski dom pri Krnskih jezerih, 1385 m) przez Vratca,
- 2½h: do schroniska przy Jeziorach Triglavskich (Koča pri Triglavskih jezerih, 1685 m), przez halę Kal,
- 3h: do schroniska przy Jeziorach Triglavskich, koło Czarnego Jeziora (Črno jezero).
- na Bogatin (1977m) 2h
- na Mahavšček (2008m) 2.30h
- na Krn (2245m) 5-7h